# Das Leben ist Saad
Das Leben ist Saad – pierwszy solowy album niemieckiego rapera Saada. Został wydany w 2006 roku przez wytwórnię Ersguterjunge.

## Lista utworów
1. Intro – 1:10
2. Grün - Weiß WB – 3:15
3. Glaub an dich (feat. Chakuza) – 3:03
4. Womit hab ich das verdient – 3:36
5. Gefangen (feat. Azad) – 3:55
6. S Doppel A – 3:11
7. Was mir fehlt – 3:18
8. Die Letzten werden die Ersten sein (feat. Eko Fresh) – 3:38
9. Komm endlich zurück (feat. Bahar) – 3:33
10. Prost auf dich (feat. Bushido) – 3:31
11. !! Wieso !! (feat. Bizzy Montana) – 2:45
12. Das Leben ist Saad – 3:17
13. Ich halt die Stellung – 3:53
14. Verschwunden (feat. D-Bo) – 3:43
15. Unterschätzt – 3:02
16. Carlo Cokxxx Nutten Flavor (feat. Bushido) – 2:57
17. Um uns herum (feat. JokA) – 4:04
18. Outro – 2:05